# Сиромашан песник
Сиромашан песник (нем. Der arme Poet)  је најпознатија и најпопуларнија слика немачког сликара Карла Шпицвега. Настала је 1839. године и имала је три верзије.

## Опис
Слика приказује песника у његовој сиромашној соби у поткровљу. Уска просторија је осветљена малим прозорчићем на левој страни. Десно су рогови крова куће, на којима виси кишобран, који штити простор за спавање од воде која капље кроз кров. На десној ивици слике могу се видети врата собе. Насупрот вратима, на левој ивици слике, налази се зелена каљева пећ без ватре. Сиромашни песник нема кревет. Уместо тога лежи на душеку уза зид пода, у кућном огртачу, са шеширом за спавање на глави. На коленима левом руком држи неколико страница рукописа. Чини се да прстима десне руке броји метрику песме. Испред душека су дебеле књиге и две кутије на којима је мастионица. На кичми усправне књиге крајње десно налазе се латинске речи: Gradus ad Parnassum, што је или наслов главног теоријског дела који је објавио аустријски композитор Јохан Јозеф Фукс или, највероватније, упутство за писање латинских стихова које је објавио језуитски свештеник Пол Алер у Келну 1702. На зиду је песник вероватно обојио хексаметар црвеном бојом. На зеленој каљеваној пећи је свећа у флаши, поред ње посуда за прање, а изнад ње виси пешкир на ужету. На незагрејаној цеви шпорета виси шешир цилиндар.
У отвору за пећ налазе се листови папира, који вероватно припадају папирима који леже испред ње, а који су, такође на латинском, означени као Operum meorum fasciculum III (Трећи сноп мојих радова). Испред пећи се налази и једна чизма и скидач чизмама. Лево од шпорета је лонац, на зиду поред њега виси кућни огртач, а штап наслоњен на зид крајње лево на слици. Иза прозора се виде кровови прекривени снегом, што указује да је хладно. Међутим, песник је толико сиромашан да остаје у кревету да би се угрејао. Може се загрејати само ако спаљује своја дела.

## Анализа
Дуго је било неизвесно шта песник ради прстима десне руке. Очигледна претпоставка је да пева стих. Према другом тумачењу, он међу прстима гњечи буву, чиме би Шпицвег иронично представљао несклад између песникове тврдње и његове стварности.
Темом „уметници у сиромашној соби”  моги су се бавили и пре Шпицвега. Британски сликар Вилијам Хогарт први се бавио овом темом 1736. године. Шпицвег је вероватно позајмио свој наслов из драме Аугуста фон Коцебуа, Сиромашни песник (1812).
Сиромашни песник је Шпицвегово најраније ремек дело. Узор му је највероватније био немачки песник Матијас Етенхуебер, који је живео у Минхену од 1722. до 1782. године и трпео финансијске тешкоће.
Постоје три завршене верзије слике, све из 1839. године. Прва верзија је у приватном власништву и некада је била позајмљена Германском националном музеју у Нирнбергу.
Најпознатија верзија је сада у Новој пинакотеци у Минхену.
Ову слику Шпицвег је поклонио свом нећаку Лудвигу, који је понудио садашњим власницима 1887. године.
Трећа верзија налази се у Националној галерији у Берлину. Ова слика је била предмет политичке уметничке кампање Франка Увеа Лејзипена 1976. године. Он је украо дело, али га је вратио после неколико сати. Трећег септембра 1989. године, пљачкаши су га украли заједно са још једним Шпицвеговим делом, Љубавно писмо, из палата Шарлотенбурга. До данас, ниједна од две слике није пронађена.